# Агриппина Ростиславна (княгиня рязанская)
Агриппина Ростиславна или Аграфена Ростиславна (ум. 21 декабря 1237) — известная только по «Повести о разорении Рязани Батыем», мать рязанского князя Юрия Ингваревича (или Юрия Игоревича). Поскольку рязанским князем в период монгольского нашествия традиционно считается Юрий Игоревич, то Агриппина Ростиславна считается женой Игоря Глебовича, а не Ингваря Игоревича. Предположительно младшая дочь смоленского и киевского князя Ростислава Мстиславича, умершего в 1167 году в возрасте около 60 лет.
Погибла в 1237 году вместе с сыном Юрием и его женой во время взятия Рязани Батыем.

## Семья
Отец: вероятно, Ростислав Мстиславич — великий киевский князь (1159—1167).
Муж: Ингварь Игоревич (ум. в 1235) — великий князь рязанский.
Дети:
- Юрий (уб. 1237) — рязанский князь (1217—1235)
- Роман (уб. 1237) — коломенский князь
- Олег (ум. 1258) — великий князь Рязанский (1252—1258)